# Mänttä-Vilppula
Mänttä-Vilppula [ˈmænttæˌʋilppulɑ] ist eine Stadt im Westen Finnlands mit 9360 Einwohnern (Stand 31. Dezember 2022).
Sie liegt in der Landschaft Pirkanmaa und ist Teil der Verwaltungsgemeinschaft Oberpirkanmaa. Die Stadt Mänttä-Vilppula entstand in ihrer heutigen Form Anfang 2009 durch den Zusammenschluss der Stadt Mänttä und der Gemeinde Vilppula.

## Städtepartnerschaften
Mänttä-Vilppula unterhält Partnerschaften mit folgenden Städten:
- Aakirkeby
- Simmern/Hunsrück, seit 2019
- Halliste
- Heby
- Høyanger
- Ronneby
- Stary Oskol

## Söhne und Töchter der Stadt
- Pekka Koskela (* 1982), Eisschnellläufer
- Oiva Lohtander (* 1942), Schauspieler
- Åke Mattas (1920–1962), Maler
- Lydia Wideman (1920–2019), Skilangläuferin
- Jouni Yrjölä (* 1959), Schachgroßmeister